# Copa Desafio Europeu 2012-13
A Copa Desafio Europeu 2012-13 é a XVII temporada da  Amlin Challenge Cup, a competição de rugby do segundo nível de clubes da Europa. Vão participar um total de 23 equipes, 20 em fase de grupos, mais três equipes da eliminatória da Copa Heineken. Os originais 20 equipes representam seis países diferentes.

## Equipes
| Grupo 1                                                            | Grupo 2                                                   | Grupo 3                                                           | Grupo 4                                                     | Grupo 5                                                         |
| ------------------------------------------------------------------ | --------------------------------------------------------- | ----------------------------------------------------------------- | ----------------------------------------------------------- | --------------------------------------------------------------- |
| - Gloucester Rugby - London Irish - Stade Montois - Stade Français | - Gernika - Rugby Rovigo - Perpignan - Worcester Warriors | - Bayonne - London Wasps - Newport Gwent Dragons - Rugby Mogliano | - Bath Rugby - Bucureşti Wolves - Rugby Calvisano - SU Agen | - FC Grenoble - London Welsh - Cavalieri Prato - Stade Français |

## 1 Fase

### Grupo 1
| Data              | Seleção          | Placar  | Seleção          |
| ----------------- | ---------------- | ------- | ---------------- |
| 11 outubro, 2012  | Stade Montois    | 06 - 11 | Gloucester Rugby |
| 13 outubro, 2012  | Bordeaux-Bègles  | 16 - 43 | London Irish     |
| 18 outubro, 2012  | Gloucester Rugby | 25 - 13 | Bordeaux-Bègles  |
| 20 outubro, 2012  | London Irish     | 69 - 26 | Stade Montois    |
| 6 dezembro, 2012  | Bordeaux-Bègles  | 13 - 20 | Stade Montois    |
| 8 dezembro, 2012  | London Irish     | 22 - 29 | Gloucester Rugby |
| 14 dezembro, 2012 | Stade Montois    | 18 - 07 | Bordeaux-Bègles  |
| 15 dezembro, 2012 | Gloucester Rugby | 47 - 3  | London Irish     |
| 10 janeiro, 2013  | Stade Montois    | 14 - 20 | London Irish     |
| 11 janeiro, 2013  | Bordeaux-Bègles  | 26 - 31 | Gloucester Rugby |
| 19 janeiro, 2013  | Gloucester Rugby | 36 - 16 | Stade Montois    |
| 19 janeiro, 2013  | London Irish     | 17 - 07 | Bordeaux-Bègles  |

| Time             | J | V | E | D | 4+ | 7- | Pts |
| ---------------- | - | - | - | - | -- | -- | --- |
| Gloucester Rugby | 6 | 6 | 0 | 0 | 3  | 0  | 27  |
| London Irish     | 6 | 4 | 0 | 2 | 2  | 1  | 19  |
| Stade Montois    | 6 | 2 | 0 | 4 | 0  | 2  | 10  |
| Bordeaux-Bègles  | 6 | 0 | 0 | 6 | 0  | 2  | 2   |

### Grupo 2
| Data              | Seleção            | Placar  | Seleção            |
| ----------------- | ------------------ | ------- | ------------------ |
| 13 outubro, 2012  | Rugby Rovigo       | 12 - 79 | Perpignan          |
| 13 outubro, 2012  | Gernika            | 05 - 85 | Worcester Warriors |
| 20 outubro, 2012  | Worcester Warriors | 90 - 3  | Rugby Rovigo       |
| 20 outubro, 2012  | Perpignan          | 90 - 12 | Gernika            |
| 6 dezembro, 2012  | Worcester Warriors | 22 - 21 | Perpignan          |
| 8 dezembro, 2012  | Gernika            | 13 - 03 | Rugby Rovigo       |
| 15 dezembro, 2012 | Rugby Rovigo       | 10 - 16 | Gernika            |
| 15 dezembro, 2012 | Perpignan          | 13 - 06 | Worcester Warriors |
| 12 janeiro, 2013  | Rugby Rovigo       | 17 - 80 | Worcester Warriors |
| 12 janeiro, 2013  | Gernika            | 15 - 50 | Perpignan          |
| 17 janeiro, 2013  | Perpignan          | 40 - 22 | Rugby Rovigo       |
| 19 janeiro, 2013  | Worcester Warriors | 71 - 19 | Gernika            |

| Time               | J | V | E | D | 4+ | 7- | Pts |
| ------------------ | - | - | - | - | -- | -- | --- |
| Perpignan          | 6 | 5 | 0 | 1 | 4  | 1  | 25  |
| Worcester Warriors | 6 | 5 | 0 | 1 | 4  | 1  | 25  |
| Gernika            | 6 | 2 | 0 | 4 | 0  | 0  | 8   |
| Rugby Rovigo       | 6 | 0 | 0 | 6 | 0  | 1  | 1   |

### Grupo 3
| Data              | Seleção               | Placar  | Seleção               |
| ----------------- | --------------------- | ------- | --------------------- |
| 12 outubro, 2012  | Bayonne               | 71 - 7  | Rugby Mogliano        |
| 13 outubro, 2012  | London Wasps          | 38 - 25 | Newport Gwent Dragons |
| 20 outubro, 2012  | Newport Gwent Dragons | 19 - 22 | Bayonne               |
| 21 outubro, 2012  | Rugby Mogliano        | 12 - 59 | London Wasps          |
| 8 dezembro, 2012  | Rugby Mogliano        | 0 - 33  | Newport Gwent Dragons |
| 8 dezembro, 2012  | Bayonne               | 13 - 13 | London Wasps          |
| 13 dezembro, 2012 | London Wasps          | 30 - 16 | Bayonne               |
| 16 dezembro, 2012 | Newport Gwent Dragons | 53 - 3  | Rugby Mogliano        |
| 10 janeiro, 2013  | Bayonne               | 25 - 22 | Newport Gwent Dragons |
| 12 janeiro, 2013  | London Wasps          | 71 - 7  | Rugby Mogliano        |
| 17 janeiro, 2013  | Newport Gwent Dragons | 19 - 20 | London Wasps          |
| 19 janeiro, 2013  | Rugby Mogliano        | 0 - 54  | Bayonne               |

| Time                  | J | V | E | D | 4+ | 7- | Pts |
| --------------------- | - | - | - | - | -- | -- | --- |
| London Wasps          | 6 | 5 | 1 | 0 | 3  | 0  | 25  |
| Bayonne               | 6 | 4 | 1 | 1 | 2  | 0  | 20  |
| Newport Gwent Dragons | 6 | 2 | 0 | 4 | 2  | 3  | 13  |
| Rugby Mogliano        | 6 | 0 | 0 | 6 | 0  | 0  | 0   |

### Grupo 4
| Data              | Seleção          | Placar  | Seleção          |
| ----------------- | ---------------- | ------- | ---------------- |
| 13 outubro, 2012  | Bucureşti Wolves | 17 - 40 | Bath Rugby       |
| 13 outubro, 2012  | Rugby Calvisano  | 31 - 36 | SU Agen          |
| 18 outubro, 2012  | SU Agen          | 22 - 27 | Bath Rugby       |
| 20 outubro, 2012  | Bucureşti Wolves | 42 - 27 | Rugby Calvisano  |
| 8 dezembro, 2012  | Bath Rugby       | 67 - 11 | Rugby Calvisano  |
| 8 dezembro, 2012  | Bucureşti Wolves | 25 - 22 | SU Agen          |
| 14 dezembro, 2012 | SU Agen          | 39 - 9  | Bucureşti Wolves |
| 15 dezembro, 2012 | Rugby Calvisano  | 05 - 39 | Bath Rugby       |
| 12 janeiro, 2013  | Bath Rugby       | 19 - 16 | SU Agen          |
| 12 janeiro, 2013  | Rugby Calvisano  | 34 - 20 | Bucureşti Wolves |
| 18 janeiro, 2013  | SU Agen          | 19 - 09 | Rugby Calvisano  |
| 19 janeiro, 2013  | Bath Rugby       | 53 - 8  | Bucureşti Wolves |

| Time             | J | V | E | D | 4+ | 7- | Pts |
| ---------------- | - | - | - | - | -- | -- | --- |
| Bath Rugby       | 6 | 6 | 0 | 0 | 5  | 0  | 29  |
| SU Agen          | 6 | 3 | 0 | 3 | 2  | 3  | 17  |
| Bucureşti Wolves | 6 | 2 | 0 | 4 | 1  | 0  | 9   |
| Rugby Calvisano  | 6 | 1 | 0 | 5 | 2  | 1  | 7   |

### Grupo 5
| Data              | Seleção         | Placar  | Seleção         |
| ----------------- | --------------- | ------- | --------------- |
| 12 outubro, 2012  | FC Grenoble     | 59 - 3  | Cavalieri Prato |
| 13 outubro, 2012  | London Welsh    | 19 - 68 | Stade Français  |
| 20 outubro, 2012  | Cavalieri Prato | 31 - 32 | London Welsh    |
| 20 outubro, 2012  | Stade Français  | 28 - 25 | FC Grenoble     |
| 7 dezembro, 2012  | FC Grenoble     | 0 - 28  | London Welsh    |
| 8 dezembro, 2012  | Cavalieri Prato | 23 - 37 | Stade Français  |
| 13 dezembro, 2012 | Stade Français  | 29 - 06 | Cavalieri Prato |
| 15 dezembro, 2012 | London Welsh    | 13 - 27 | FC Grenoble     |
| 12 janeiro, 2013  | London Welsh    | 62 - 5  | Cavalieri Prato |
| 12 janeiro, 2013  | FC Grenoble     | 15 - 09 | Stade Français  |
| 19 janeiro, 2013  | Cavalieri Prato | 0 - 47  | FC Grenoble     |
| 19 janeiro, 2013  | Stade Français  | 39 - 17 | London Welsh    |

| Time            | J | V | E | D | 4+ | 7- | Pts |
| --------------- | - | - | - | - | -- | -- | --- |
| Stade Français  | 6 | 5 | 0 | 1 | 4  | 1  | 25  |
| FC Grenoble     | 6 | 4 | 0 | 2 | 3  | 1  | 20  |
| London Welsh    | 6 | 3 | 0 | 3 | 2  | 0  | 14  |
| Cavalieri Prato | 6 | 0 | 0 | 6 | 1  | 1  | 2   |

### Atribuição de lugares
| Vaga   | Vencedores         | Pts | TF | +/−  |
| ------ | ------------------ | --- | -- | ---- |
| 1      | Bath Rugby         | 29  | 36 | +166 |
| 2      | Gloucester Rugby   | 27  | 19 | +93  |
| 3      | Perpignan          | 25  | 42 | +204 |
| 4      | London Wasps       | 25  | 30 | +139 |
| 5 (HC) | Leinster Rugby     | 20  | 12 | +28  |
| 6 (HC) | Stade Toulousain   | 19  | 15 | +48  |
| 7 (HC) | Biarritz Olympique | 15  | 14 | +22  |
| 8      | Stade Français     | 25  | 25 | +105 |

## Fase Final
|  | Quartas de final   | Quartas de final   |                                          |    | Semifinais | Semifinais |  |  | Final | Final |
|  |                    |                    |                                          |    |            |            |  |  |       |       |
|  | 6 April 2013 -     |                    |                                          |    |            |            |  |  |       |       |
|  |                    |                    |                                          |    |            |            |  |  |       |       |
|  | Bath Rugby         | 20                 |                                          |    |            |            |  |  |       |       |
|  | Bath Rugby         | 20                 | 26–28 April 2013 -                       |    |            |            |  |  |       |       |
|  | Stade Français     | 36                 |                                          |    |            |            |  |  |       |       |
|  | Stade Français     | 36                 | Stade Français                           | 25 |            |            |  |  |       |       |
|  | 5 April 2013 -     |                    | Stade Français                           | 25 |            |            |  |  |       |       |
|  |                    | Perpignan          | 22                                       |    |            |            |  |  |       |       |
|  | Perpignan          | Perpignan          | 22                                       | 30 |            |            |  |  |       |       |
|  | Perpignan          |                    | 18 de maio de 2012 Aviva Stadium, Dublin | 30 |            |            |  |  |       |       |
|  | Stade Toulousain   | 19                 |                                          |    |            |            |  |  |       |       |
|  | Stade Toulousain   | 19                 | Stade Français                           | 13 |            |            |  |  |       |       |
|  | 4 April 2013 -     |                    | Stade Français                           | 13 |            |            |  |  |       |       |
|  |                    | Leinster Rugby     | 34                                       |    |            |            |  |  |       |       |
|  | Gloucester Rugby   | Leinster Rugby     | 34                                       | 31 |            |            |  |  |       |       |
|  | Gloucester Rugby   | 26–28 April 2013 - |                                          | 31 |            |            |  |  |       |       |
|  | Biarritz Olympique | 41                 |                                          |    |            |            |  |  |       |       |
|  | Biarritz Olympique | 41                 | Biarritz Olympique                       | 16 |            |            |  |  |       |       |
|  | 5 April 2013 -     |                    | Biarritz Olympique                       | 16 |            |            |  |  |       |       |
|  |                    | Leinster Rugby     | 44                                       |    |            |            |  |  |       |       |
|  | London Wasps       | Leinster Rugby     | 44                                       | 28 |            |            |  |  |       |       |
|  | London Wasps       |                    |                                          | 28 |            |            |  |  |       |       |
|  | Leinster Rugby     | 48                 |                                          |    |            |            |  |  |       |       |
|  | Leinster Rugby     | 48                 |                                          |    |            |            |  |  |       |       |

### Quartas de final
| 4 April 2013     |         |                    |                               |
| Gloucester Rugby | 31 - 41 | Biarritz Olympique | Kingsholm Stadium, Gloucester |
|                  |         |                    | Kingsholm Stadium, Gloucester |

| 5 April 2013 |         |                  |                             |
| Perpignan    | 30 - 19 | Stade Toulousain | Stade Aimé Giral, Perpignan |
|              |         |                  | Stade Aimé Giral, Perpignan |

| 5 April 2013 |         |                |                          |
| London Wasps | 28 - 48 | Leinster Rugby | Adams Park, High Wycombe |
|              |         |                | Adams Park, High Wycombe |

| 6 April 2013 |         |                |                         |
| Bath Rugby   | 20 - 36 | Stade Français | Recreation Ground, Bath |
|              |         |                | Recreation Ground, Bath |

### Semifinais
| 26 April 2013 |         |                |                             |
| Perpignan     | 22 - 25 | Stade Français | Stade Aimé Giral, Perpignan |
|               |         |                | Stade Aimé Giral, Perpignan |

| 27 April 2013  |        |                    |                   |
| Leinster Rugby | 44 -16 | Biarritz Olympique | RDS Arena, Dublin |
|                |        |                    | RDS Arena, Dublin |

## Final
| 17 Maio 2013   |         |                |                   |
| Leinster Rugby | 34 - 13 | Stade Français | RDS Arena, Dublin |
|                |         |                | RDS Arena, Dublin |